# Roger Boyes
Roger Boyes (geboren 7. August 1952 in Hereford) ist ein britischer Journalist und Buchautor. Von 1993 bis ins Jahr 2010 berichtete er als Korrespondent der britischen Tageszeitung The Times aus Deutschland. Dem deutschsprachigen Publikum wurde er vor allem durch seine bissig-ironischen kulturanthropologischen Betrachtungen der Deutschen aus der Sicht eines Ausländers bekannt.
Boyes studierte zunächst am renommierten King’s College in London Politikwissenschaft, Germanistik und Schwedisch. Im Anschluss arbeitete er in den 1970er Jahren für die Nachrichtenagentur Reuters und die Financial Times. 1981 wechselte er zur Times und war für sie als Korrespondent in Warschau und Rom tätig. 1993 kam er in der gleichen Funktion nach Deutschland und berichtete zunächst aus Bonn, von 1999 bis 2010 dann aus Berlin.
Für die Tageszeitung Der Tagesspiegel begann er dort, seine Betrachtungen über die Stadt und die Deutschen in der Kolumne My Berlin niederzuschreiben. Im Jahr 2006 veröffentlichte er seinen Bestseller "My dear Krauts" und 2007 kam der Nachfolger "How to be a Kraut" in den Buchhandel.
2011 kehrte er nach England zurück. Dort ist er als „diplomatic editor“ bei der Times tätig.

## Schriften (Auswahl)
- mit Adam LeBor: Surviving Hitler : corruption and compromise in the Third Reich. London : Scribner, 2000
- My dear Krauts : wie ich die Deutschen entdeckte. Übersetzung Axel Henrici. Berlin : Ullstein, 2006
- How to be a Kraut : Leitfaden für ein wunderliches Land. Übersetzung Axel Henrici, Tanja Handels. Illustrationen Isabel Klett. Berlin : Ullstein, 2007
- mit Adam LeBor: Seduced by Hitler. Naperville, Ill. : Sourcebooks, 2007
- Meltdown Iceland : How the Global Financial Crisis Bankupted an Entire Country. London : Bloomsbury, 2009
- Ossi forever! : ein Roman aus der brandenburgischen Provinz. Übersetzung Christian Lutze. Berlin : Ullstein, 2010